# محمد حسنوف
محمد حسن‌اف (به ترکی آذربایجانی: Məhəmməd Həsənov) (زاده ۹ اوت ۱۹۵۹) قهرمان ملی جمهوری آذربایجان و از جنگجویان حاضر در مناقشه قره‌باغ است.

## سنین جوانی و تحصیل
حسنوف در ۹ اوت ۱۹۵۹ در روستای قره‌سلیمان‌لی شهرستان گران‌بوی آذربایجان شوروی زاده شد. وی در سال ۱۹۶۶ تحصیلات متوسطه خود را در مدرسه راهنمایی شماره ۳ روستای قره‌سلیمان‌لی به پایان رساند. حسنوف از سال ۱۹۷۷ تا ۱۹۷۹ در نیروهای مسلح شوروی خدمت می‌کرد. وی پس از اتمام خدمت سربازی به کی‌یف رفت. در سال ۱۹۸۰، وی وارد مدرسه فنی الکترونیک رادیو الکترونیکی شد. پس از فارغ‌التحصیلی، کار در کارخانه کمونیست را آغاز کرد. در سال ۱۹۸۷، او به جمهوری آذربایجان بازگشت و به عنوان آموزگار در مدرسه متوسطه شماره ۳ روستای قره‌سلیمان‌لی شروع به کار کرد.

## زندگی شخصی
حسنوف متأهل و دارای چهار فرزند است.

## جنگ قره‌باغ
هنگامی که جنگ قره‌باغ آغاز شد، حسنوف به عنوان فرمانده گردان منصوب شد که متشکل از داوطلبانی از مناطق گوناگون جمهوری آذربایجان بود. او در جنگ اطراف روستاهای شرکت ماناشید، ارکج، قره‌چنار و تالش حضور داشت.
وی پس از منسوخ‌شدن گردان خود، خدمت سربازی خود را در یکی از واحدهای نظامی ادامه داد. در سال ۱۹۹۳، حسنوف از مدرسه عالی فرماندهی باکو فارغ‌التحصیل شد. از سال ۲۰۰۲، او در مدرسه متوسطه روستای وییس‌لی در شهرستان گران‌بوی و در حال حاضر مدیر مدرسه‌ای است که در آن تحصیل کرده‌است.

## افتخارات و نشان‌ها
با فرمان شماره ۶ ریاست جمهوری به‌تاریخ ۲۳ ژوئن ۱۹۹۲ به محمد حسنوف عنوان قهرمان ملی جمهوری آذربایجان اعطا شد.